# Піус Ікедія
Піус Ікедія (англ. Pius Ikedia, нар. 11 липня 1980, Лагос) — нігерійський футболіст, півзахисник. Насамперед відомий виступами за клуб «Аякс», а також національну збірну Нігерії.

## Клубна кар'єра
Народився 11 липня 1980 року в місті Лагос. Вихованець футбольної школи клубу «Окін Олоя Венчерс».
У дорослому футболі дебютував 1997 року виступами за команду клубу «Бендель Іншуренс», в якій провів один сезон.
У 1999 році захищав кольори команди івуарійського клубу «АСЕК Мімозас».
Своєю грою за останню команду привернув увагу представників тренерського штабу клубу «Аякс», до складу якого приєднався 1999 року. Відіграв за команду з Амстердама наступні три сезони своєї ігрової кар'єри, але основним гравцем не став, тому у сезоні 2003/04 грав на правах оренди за «Гронінген», а потім за «Росендал». Після того як 2005 року закінчився контракт з «Аяксом», він покинув клуб і перейшов у АЗ, де теж не став основним гравцем, тому з літа 2006 року грав за «Валвейк» на правах оренди.
Влітку 2007 року перейшов у «Металург» (Донецьк), підписавши трирічний контракт, але зіграв лише три матчі і пізніше повернувся до «Росендала», де раніше вже виступав.
Згодом у 2010–2011 роках грав у складі азербайджанського клубу «Олімпік» (Баку). До складу клубу «Магуса Тюрк Гюджю», який виступав у першості невизнаної Турецької Республіки Північного Кіпру, приєднався 2011 року, де провів один рік.
У жовтні 2014 року Ікедія повернувся до Нідерландів, щоб грати за аматорську команду «Остзан», де і завершив кар'єру влітку 2016 року.

## Виступи за збірну
7 серпня 1997 року дебютував в офіційних матчах у складі національної збірної Нігерії в товариській грі проти збірної Камеруну (1:0).
У складі збірної був учасником чемпіонату світу 2002 року в Японії і Південній Кореї та розіграшу Кубка африканських націй 2004 року у Тунісі, на якому команда здобула бронзові нагороди.
Всього провів у формі головної команди країни 18 матчів.

## Титули і досягнення
- Бронзовий призер Кубка африканських націй: 2004